# كاريل هروبس
كاريل هروبس (بالتشيكية: Karel Hrubeš)‏ هو لاعب كرة قدم تشيكي في مركز حراسة المرمى، ولد في 16 مارس 1993 في براغ في جمهورية التشيك. شارك مع منتخب التشيك تحت 18 سنة لكرة القدم ومنتخب جمهورية التشيك تحت 21 سنة لكرة القدم. أما مع النوادي، فقد لعب مع سبارتا براغ وسلافيا براغ ونادي سلوفان براتيسلافا.

## وصلات خارجية
- كاريل هروبس على موقع الاتحاد التشيكي (الإنجليزية)
- كاريل هروبس على موقع قاعدة بيانات كرة القدم.إي يو (الإنجليزية)
- كاريل هروبس على موقع Soccerway.com (الإنجليزية)